# Bellinzona
Bellinzona (németül: Bellenz, franciául: Bellinzone, latinul: Bilitio, régiesen Bellence) az olasz nyelvű Ticino (Tessin) kanton székhelye Svájcban. Hozzávetőlegesen 18 000 lakosával a kanton második legnagyobb városa.
590-ben tesznek róla először említést mint Belitio vagy Belintiona, később, mint Berinzona, Beliciona, Birrinzona és 1168-ban, mint Birinzona. Stratégiailag kulcsfontosságú település a Szent Gotthárd-, Lukmanier- és Nagy Szent Bernát-hágóhoz vezető úton. Középkori épületeit – a város védőfalát, a városközpontot, és Bellinzona várait (Castelgrande, Castello di Montebello, Castello di Sasso Corbaro) az UNESCO 2000-ben a világörökség részévé nyilvánította.

## Fekvése
A város a Ticino folyótól keletre, a Sopraceneri (északi Ticino) és Sottoceneri (Ticino déli része) határán található. A város a folyó völgysíkjában húzódik és a Gotthárd-hegység veszi körül. A 230 méter tengerszint feletti magasságú Bellinzonáról azt mondják, hogy észak felől nézve az az első dél-európai város. A Magadinói-síksággal közvetlenül érintkező sík területből az utolsó jégkorszak idején formálódott sziklák magasodnak.

## Történelem

### Prehistorikus települések
Sírmezők és épületmaradványok bizonyítják, hogy a mai Bellinzona környékén már a neolitikumban (i. e. 4. évezred) is léteztek állandó települések. Bellinzona városi részében a Castelgrande sziklás dombján koncentrálódnak az ősi leletek. Szintén bizonyíthatók a kőkorszakból, a bronzkorból és a vaskorból származó települések. A szikla védekezés szempontjából ideális fekvésűnek bizonyult, így a város elsősorban kézműveseket vonzott, akiknek védeni kellett nyersanyagaikat és termékeiket (pl. kvarckristály, fémek) az ellenségtől.

### A római kor
Augustus császár idején az Alpok térsége a hadjáratok során a Római Birodalomhoz került. A rhaetiai terület i. e. 16/15-ben egy nagy rajtaütéssel és mellékakciókkal kényszerült térdre. Hasonló előrenyomulás bázisaként a Castelgrande sziklás magaslatain várat építettek, amelynek régészeti nyomai (pl. egy körülölelő fal maradványai) az 1967-es ásatások során kerültek felszínre. A birodalom belterületének adminisztratív megszilárdítása és a birodalom határainak áthelyezése után az említett katonai építmény az 1. évszázadban elveszítette szerepét, ezért meg is szüntették.
A hely újbóli megerősítésére a 4. században került sor a diocletianusi-constantinusi birodalmi reformok folyamán, ahol a védelmi rendszer a várakra és őrtornyokra épült. Az Itália védelmére szolgáló belső vonal az Alpok déli kijáratainál torlaszoló erődítmények láncolatából állt. Ez a védelmi elgondolás elkerülhetetlenné tette egy vár építését Bellinzonában. A 4. század közepén a Castelgrande dombjain létrejött egy nagy kiterjedésű védelmi rendszer, amely szükség esetén egy egész kohort (kb. 1000 fős sereg) befogadására is képes volt.
Ebben az időben nőtt ki a várból Bellinzona városa, illetve a későbbi Bellinzona grófság (comitatus): egyre többen telepedtek le a szikla körül olyanok akik kereskedelmi és termelő tevékenységet folytattak, ami alapvető fontosságú volt a római település hatékony működéséhez. Egy 11. századi dokumentumban tesznek említést először Bellinzonáról, mint közigazgatási területről. Az 5. vagy a 6. században épült a vár területén a Szent Péternek szentelt plébániatemplom. A bellinzonai torlaszok hatékonyságát mutatja, hogy 475-ben a Nagy Szent Bernát-hágó felől érkező 900 főből álló alemann csapat a „Campi Canini”-n (a mai Arbedo, Bellinzonától északra) meghátrálásra kényszerült.

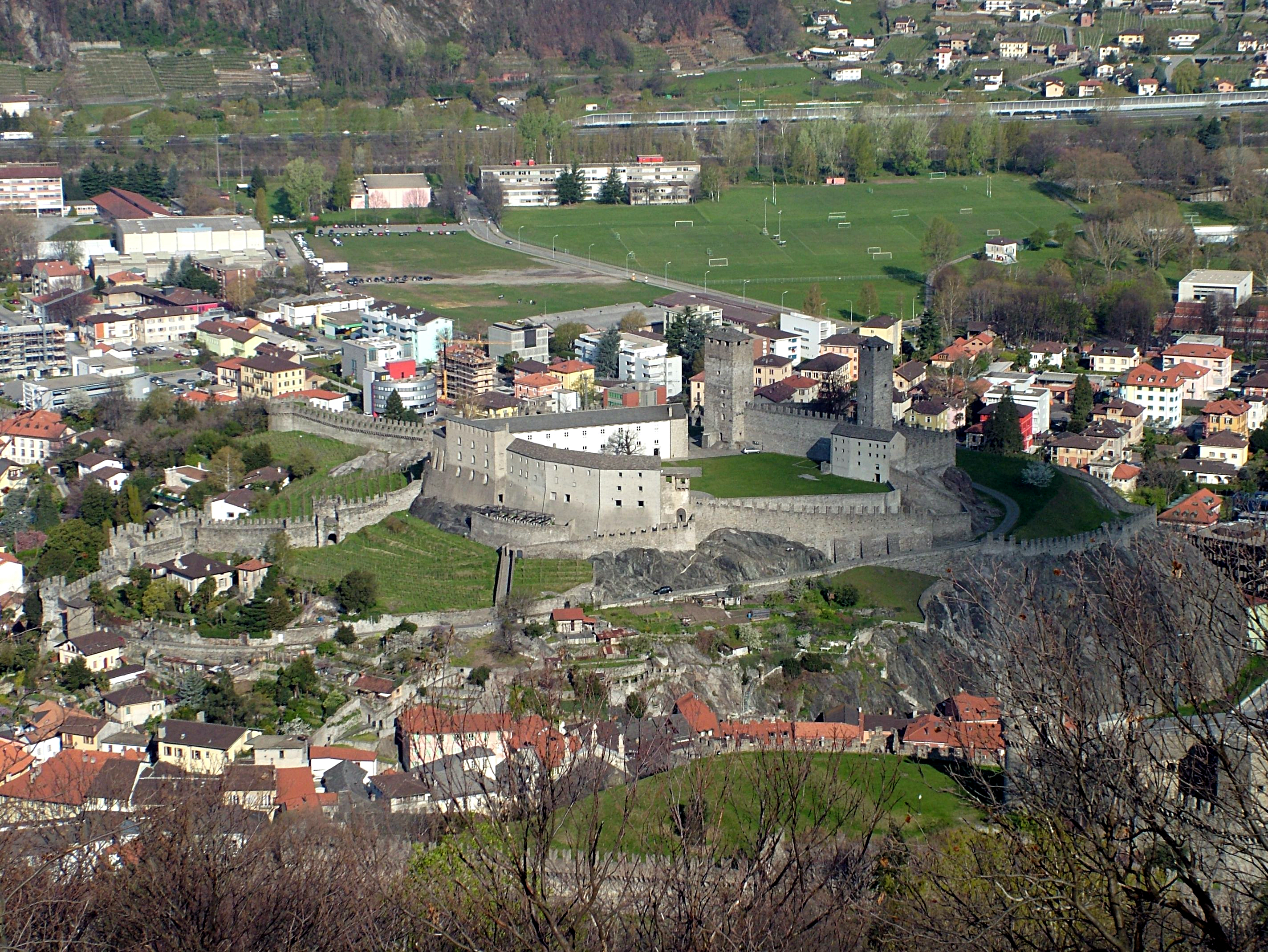
Castelgrande

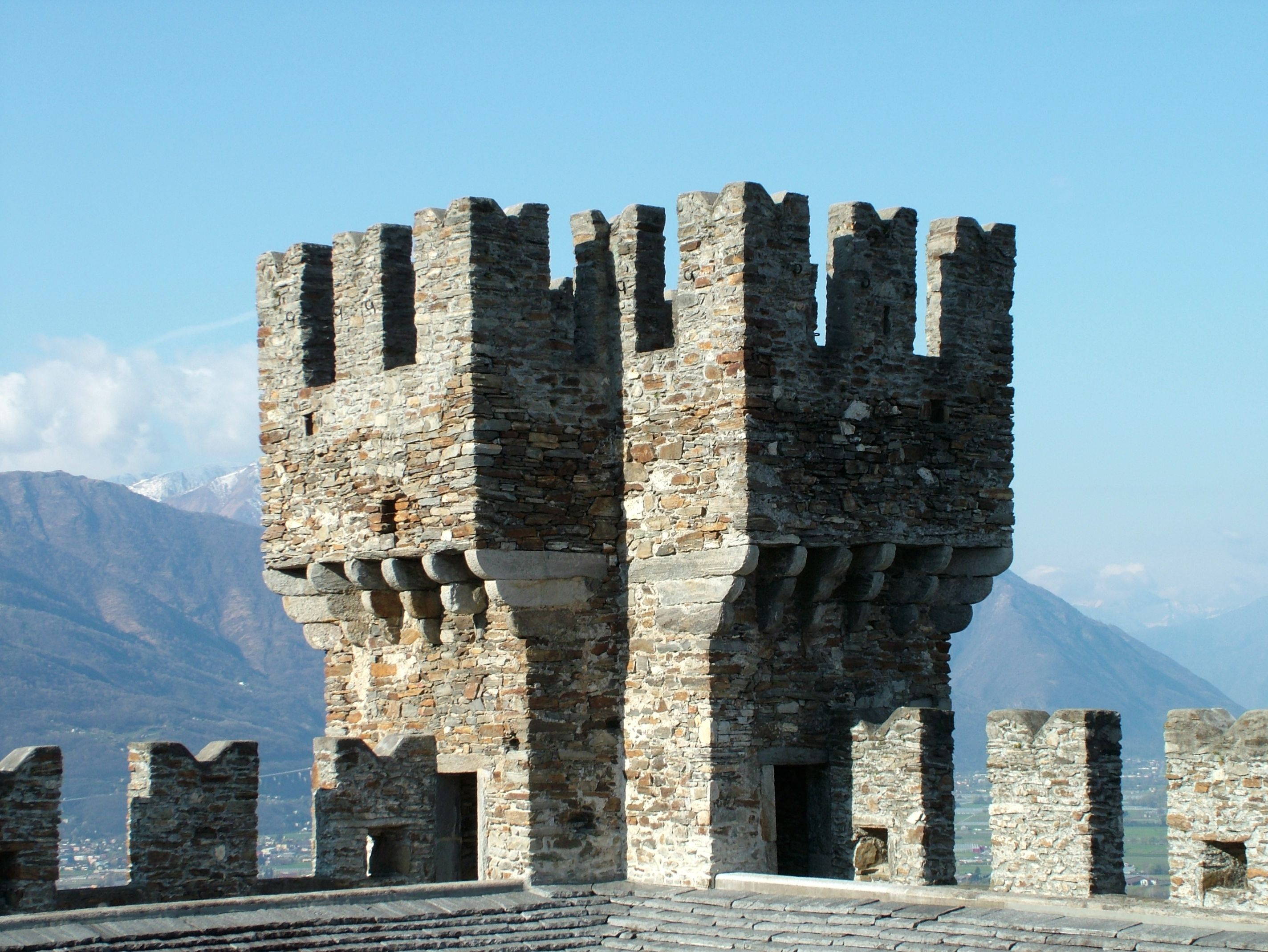
Castello di Sasso Corbaro

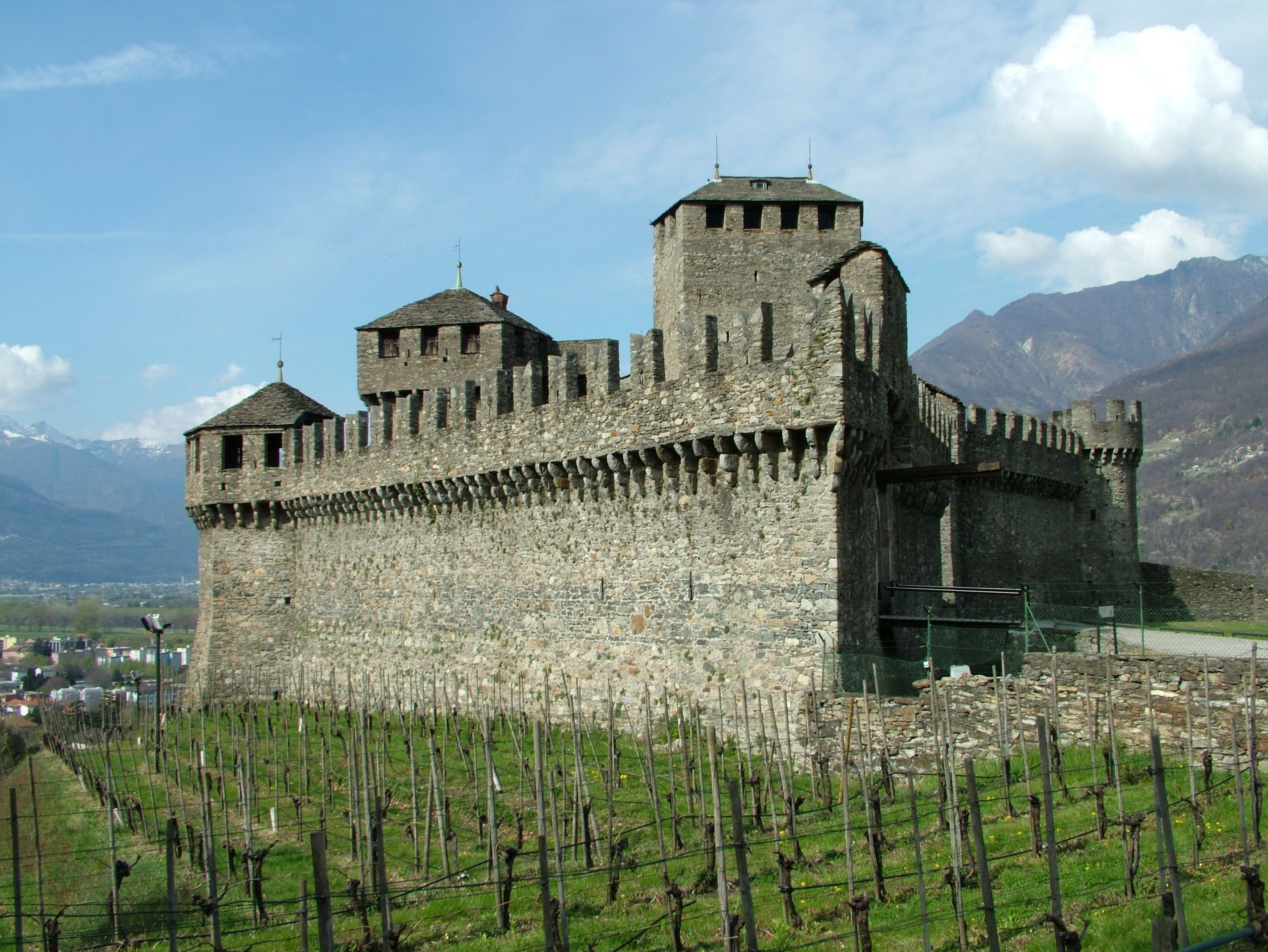
Castello di Montebello

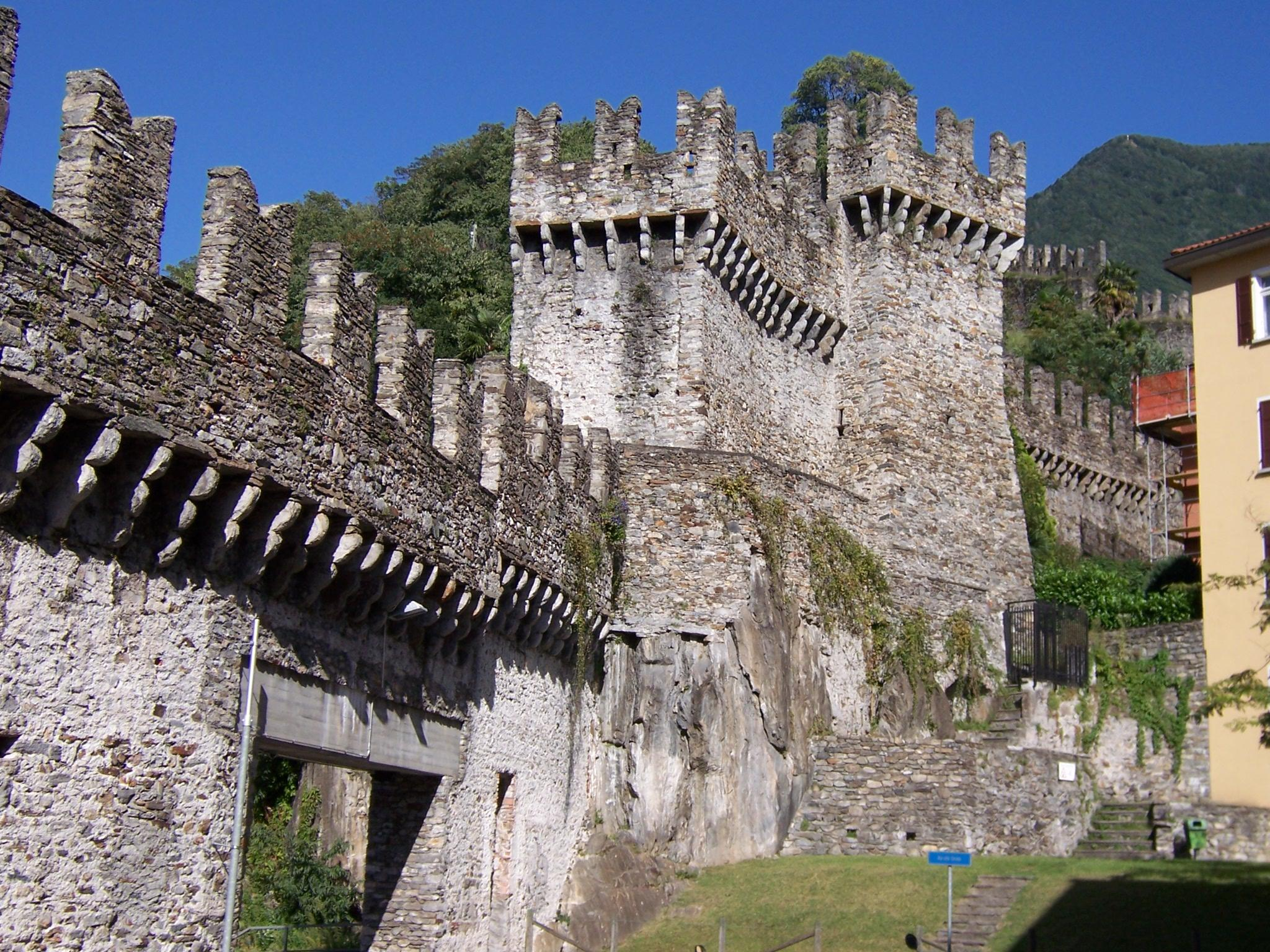
Murata

### A korai középkor
A császári központi hatalom megszűnése az 5. század végén a Nyugatrómai Birodalomban nem hozta magával a civil és katonai közigazgatási struktúra felszámolását. A római császárok jogutódai - 500 körül a keleti gótok, a 6. század közepén a megerősödött Keletrómai Birodalom és 568-570-től a longobárdok - a püspökök vezetése alatt álló egyházra támaszkodva alkalmazták a helyi közigazgatást. A 4. század óta császári erődként működő Bellinzona beépült az utódállamok katonai szervezetébe és szükség szerint – amint azt a régészeti leletek tanúsítják – bővítették és megerősítették. Miután a longobárdok elfoglalták Felső-Olaszországot, az 5. század óta milánói közigazgatás alá tartozó Bellinzona állandó vár-, illetve helyőrséget kapott a frank-alemann seregek betörései visszaszorítására.
A korai középkorban Castelgrande sziklás hegyei a késő római kori várfalakkal egy nehezen bevehető erődöt képeztek, ezért a longobárd királyok érdeke volt, hogy a helyet a saját kezükben tartsák, még akkor is, ha abban az időben a Bellinzonában összefutó alpesi hegyi utak csupán másodrangúak voltak. Már a korai középkorban létrejöttek a Castelgrande várterületén privát parcellák, így a királyságnak csak egy telek maradt a létesítmény közepén. A karoling uralkodók és a longobárdok közötti harcban Bellinzona mellékszerepet játszott.

### Középkor
A karoling uralom vége Felső-Olaszország számára nyugtalan időket hozott. A Castelgrande nemcsak stratégiai bázisként szolgálta a longobárd királyokat és a helyi méltóságokat, hanem menekülőhelyként szolgált a vár körüli lakosság részére is, amit bizonyítanak a vár megerősítésére tett intézkedések. A Római Birodalom megújulása az Ottók segítségével a 10-11. században az Alpok hágóit a császári olasz-politika döntő fontosságú tényezőjévé tette. A Lukmanier-hágó és a Szent Bernát átjárók népszerűvé tételével Bellinzona is felkeltette a császárok figyelmét, akik a területet a hozzájuk hű comoi püspököknek adományozták. III. Ottó német-római császár halála után Ivrea őrgrófja, Arduin is (aki újból fel akarta virágoztatni a longobárd királyságot) megerősítette a comói püspöknek a Bellinzonai vár tulajdonjogát egy 1002. évi okmányban. Arduin legyőzése és elűzése után 1004-ben II. Henrik német-római császár megújította az adományozást, így Bellinzona hosszú időn keresztül a comói püspökök kezében császári támaszpont maradt.
A 11. és 12. században a püspökök kíséretéhez tartozó comói nemesség a Magistri Comacini (privilégiumokkal ellátott építőmesterek, kőművesek, akik otthona Como és a Comói-tó környéke volt, de különleges kézügyességük miatt vándor kézművesként távolabbi területeken is vállaltak megbízásokat) közreműködésével a vár területén jellegzetes épületeket, tornyokat és kőházakat építtetett. A püspöké csak az erődítmény belső magja (eredetileg királyi „ridotto”), volt, amit az okiratok püspöki palota néven említenek. Nem tisztázott a kérdés, hogy az invesztitúraharcok során 1100 körül folytak-e küzdelmek Bellinzonáért, de biztos, hogy a Stauf-ház uralkodása idején heves harcok színtere volt. I. Frigyes német-római császár uralkodása alatt Bellinzona szilárdan a Stauf-ház kezében volt, de 1180-ban I. Frigyes jobbnak látta, ha a területet a császárhű comói közösség fennhatósága alá helyezi.
A 13. században fokozódott a császár és a pápa közötti konfliktushelyzet Felső-Olaszországban. Como átmenetileg Guelfi-pápa-párti a pápai hatalom híveinek pártja a 12-13. században, a pápa és a német- római császár közötti villongások idején (vö. ghibellin), 1239-ben átpártolt a ghibelinek (császári) pártjához, így II. Frigyes német-római császár fontos támaszpontokhoz jutott a déli Alpok kijáratainál. Bellinzona is a kezébe került, ahová azonnal erősítő csapatokat küldött. 1242-ben viszont a guelf-párti Simon von Orellonak és Heinrich von Saxnak hosszú harcok árán sikerült bevennie az erődöt, ami döntően befolyásolta II. Frigyes hatalmi összeomlását az Alpok déli lábánál. 1250-től, a Stauf-császárság után a guelfek és ghibellinek közötti konfliktus tovább folytatódott a lokális és regionális uralkodó erők közötti nézeteltérésekben és vitákban egészen a 14. századig. Ebben az időben Bellinzona topográfiai bővítést élt át tartós következményekkel. Valószínűleg még 1250 előtt a Castelgrandétól keletre található szorosban létrejött piac és tranzittelepülés várossá nőtte ki magát, amit egy körbevevő fallal védtek, a 13. század végén pedig ettől a városi létesítménytől keletre egy sziklafokon megépült a Castello di Montebello.
Bellinzona birtoklásáért évtizedeken keresztül folyt a harc. A comói Rusca család huzamosabb ideig magáénak mondhatta Bellinzonát az egyre erősödő Milánóval szemben. Miután 1335-ben Como városát Milánó a Viscontiak vezetésével meghódította, a Rusca családnak csak Bellinzona maradt, ahonnan egy nagy felkelést terveztek Milánó ellen, de a Viscontiak leverték a lázadást és Bellinzonát is uralmuk alá vették (1340). A Rusca család csak Montebellót tarthatta meg tulajdonában. Ezzel elkezdődött Milánó másfél évszázados uralma Bellinzona fölött.

### A késő középkor
Bellinzona Milánóhoz való csatolása a Viscontiak alatt 1340-ben a terület beolvadását eredményezte egy gazdag és minden téren jól szervezett államba. De formailag véglegesen csak 1396-ban került Bellinzona a Viscontiak birtokába, amikor IV. Vencel Dian Galeazzo Viscontinak hercegi címet ajándékozott és a Bellinzonai grófság feletti hűbérjogokkal is felruházta. A 14. század folyamán a milánói hivatalnokok itt is érvényesítették a lombard hatalom állami rendelkezéseit: az utcákon gondoskodtak a biztonságról, a vámjogok betartásáról és az elterjedt privát háborúskodások megszüntetéséről. Ezeknek az intézkedéseknek köszönhetően a Gotthard-hágón soha nem látott lendületet vett a kereskedelmi forgalom, ami a korábbi zűrzavaros, bizonytalan állapotok miatt elmaradt.

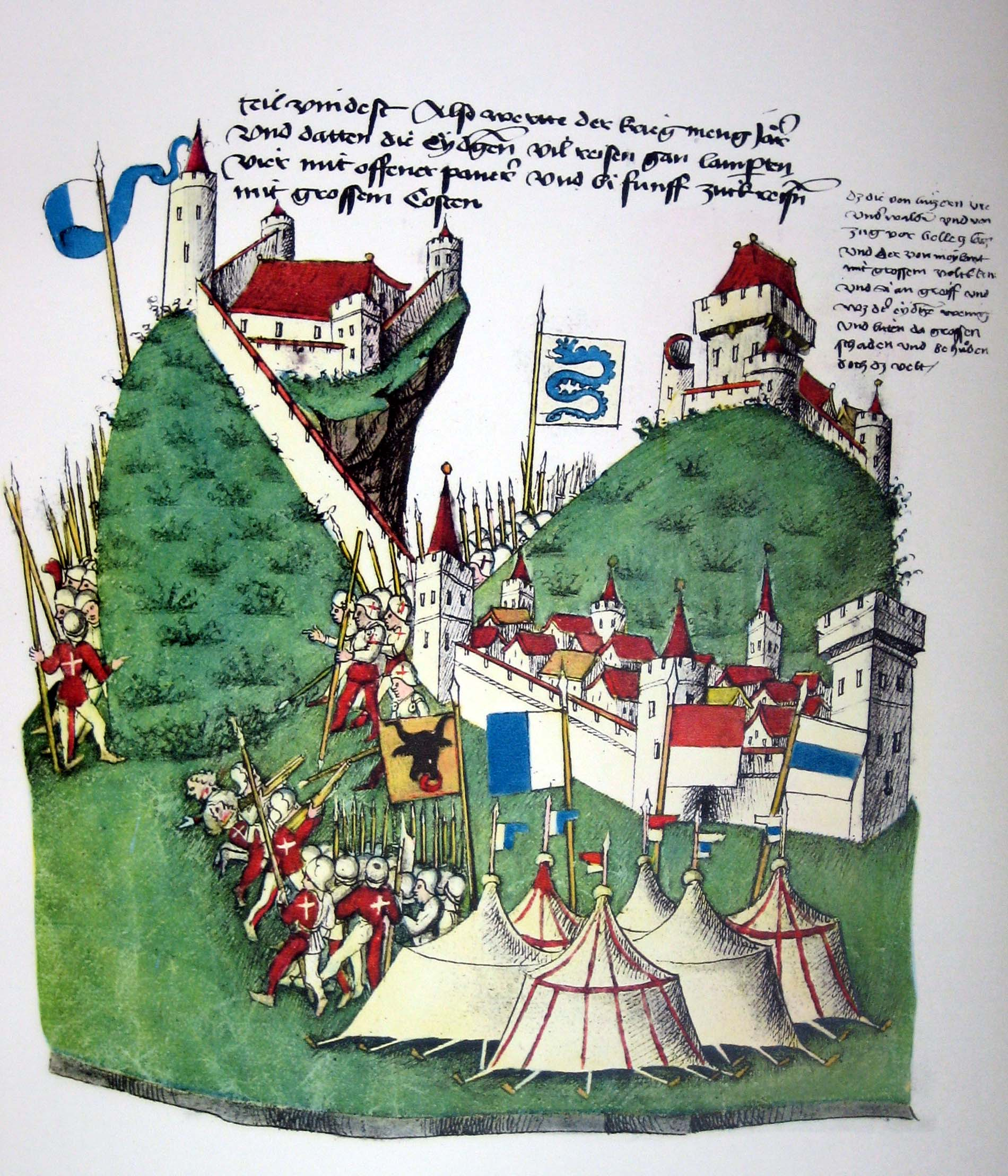
Az arbedói csata 1422-ben. Elöl a svájciak tábora Uri, Luzern, Unterwalden és Zug zászlóival. Háttérben Bellinzona vára a milánói csapatokkal a Viscontiak kígyós zászlaja alatt

A jól rendezett Visconti-állam Gian Galeazzo Visconti halála után (1402) úgy tűnt, hogy széthullásnak indul. Mesolcina ura, Albert von Sax 1403-ban hatalmába kerítette Bellinzonát, de sarokba szorult amikor a hercegség Giovanni Maria és Filippo Maria Visconti uralma alatt magához tért. Uri kantonban keresett segítséget és kért menedéket, ahol az obwaldeniekkel együtt befogadták. 1419-ben megvásárolták tőle Bellinzona várait, de nem sokáig maradt az ő birtokukban: amikor nem egyeztek bele Milánó visszavásárlási ajánlatába, Francesco Bussone (Carmagnola néven ismert) 1422-ben elkergette Bellinzonából a belső svájci megszállásolókat. A svájciak más föderációs tagok segítségével megpróbálták visszaszerezni a helyet, de a küzdelem 1422. június 30-án Arbedonál csúfos vereséggel ért véget, ami az uriak és szövetségeseik terjeszkedési terveit a Lago Maggiore vidékén hosszú időre meghiúsította.
A 15. század folyamán Bellinzona visszaszerzésére tett összes kísérlet sikertelen maradt: 1441-ben csak a biascai hídig jutottak; 1478. december 28-i giornicói ütközetben (Battaglia dei Sassi Grossi) győzelmet arattak ugyan, de ez csupán a svájciak fegyverbecsületét mentette meg, Bellinzona továbbra sem lett az övék.
Az uriak és szövetségeseik terjeszkedési vágyaival és támadásaival szemben Milánó (a Viscontiak, majd a Sforzák alatt) a hercegség gazdagságát, a diplomáciai tapasztalatait és katonai hatalmi eszközeit vetette be. Mivel Milánónak nem volt érdeke, hogy a svájci szövetségesekkel háborúzzon, igyekezett pénzzel és kereskedelmi privilégiumokkal kárpótolni őket. Területük védelme érdekében a hercegek a felső Ticino-völgyeket feladták és a védelmi intézkedéseket Bellinzonára összpontosították: a 15. század folyamán a régi erődöket egy szinte bevehetetlen völgyzárrá építették ki. A Castello di Montalbant már korábban kibővítették és támasztófalakkal a városi erődítményhez csatolták. 1400 körül a keleti hegyoldal egy magaslatán egy torony épült, ami a későbbi Castello di Sasso Corbaro magja lett. Egy természetes sziklahát kihasználásával megpróbáltak egy védőfalat építeni egészen a Ticino folyón túlig a nyugati hegyoldalon. Megerősítették a Castelgrande és a Castello di Montebellot is. A Castelgrandétól nyugatra lévő falat (Murata) teljesen újjáépítették, a Sasso Corbaron egy erős vár épült; megerősítettek és megmagasítottak minden városfalat. A munkálatokban itáliai és ticinói építőmesterek vettek részt (pl. Benedetto da Firenze, Francesco da Mantova, Maffeo da Como, Gabriele Ghiringhelli, Giorgio da Carona).
Csupán a Sforza hercegség széthullása 1500 körül adott alkalmat a svájci szövetségnek, hogy a gyakorlatilag bevehetetlen Bellinzonát megszerezzék.

### Bellinzona az államszövetség tagja
Amikor 1499-ben XII. Lajos francia király erőszakosan érvényesíteni akarta a Milánói Hercegséggel kapcsolatos örökösödési jogait, Bellinzona – több mint száz évig csupán egy megerősített torlasz Milánó számára a svájci szövetséggel szemben – újból az európai politika látóterébe került. XII. Lajos rá volt utalva a svájciak zsoldos haderejére; biztosította őket arról, hogy Milánó meghódítása esetén átengedi nekik Bellinzonát. A sikeres hadjárat után viszont visszavonta ígéretét és hogy megelőzzön egy esetleges összecsapást a svájci seregekkel, 1000 főből álló helyőrséget irányított Bellinzona erődítményeibe. 1499/1500 telén egy népfelkelés majdnem az összeomlás szélére sodorta Lajos uralmát a Milánói Hercegség fölött, és Bellinzonában is fellázadtak a király ellen. A francia helyőrség visszahúzódott és elsáncolta magát a Murata és a Castello di Sasso Corbaro mögött. De a király 1500 tavaszán ismét bevonult Lombardiába, elfoglalta a területet és fogságba ejtette a milánói herceget. Félve a győzedelmeskedők bosszújától a bellinzoniaiak a svájci seregek segítségét kérték, akik gyorsan menekülésre kényszerítették a francia seregeket és elfogadták a város behódolását. A franciabarát települések tartózkodtak a harcoktól, de Uri, Schwyz és Nidwalden konokul visszautasították az erődítmény átadását, amiért hosszú időn keresztül olyan sokat fáradoztak.
1503-ban XII. Lajos az aronai szerződésben elismerte a három kanton követelését, 1508-ban pedig I. Miksa német-római császár is ratifikálta a hűbérbirtok átruházását Uri, Schwyz és Nidwalden kantonokra. Az 1516. évi örökös békeszerződés a későbbiekben évszázadokon keresztül a diplomáciai kapcsolatok alapját képezte Franciaország és a konföderáció között; utóbbiak számára biztosította a mai Ticino kanton déli részén meghódított területeket is. Bellinzona a konföderációt alapító kantonok (Uri, Schwyz, Nidwalden) hatáskörébe került egészen a Régi Konföderáció (Alte Eidgenossenschaft) bukásáig (1798).

### 1500 utáni évek
A svájciak uralma nem hozott különösebb változásokat a bellinzonai lakosság számára. Megmaradt a gazdasági és szociális struktúra és a helyi közigazgatási szervek. A milánói hivatalnokokat svájci tisztviselők (vogtok) váltották le, akik civil és katonai szolgálatot is teljesítettek.
Az erődítmény elveszítette katonai jelentőségét, ezért nem foglalkoztak a továbbépítésével. A tisztviselők is szívesebben laktak a városban. 1515-ben egy hatalmas árvíz – Buzza di Biasca – szétrombolta a Murata egy részét, de nem törődtek a helyrehozatalával. A három várban, amit 1506-ban felosztottak a Ury, Schwyz és Unterwalden között, svájci kastellánok (várnagyok) éltek egy pár gyalogos katonával, akik rendfenntartó feladatokat láttak el. Egy háború esetére – ami soha nem következett be – 60-80 tagú helyőrséget helyeztek ki minden várba.
1803-ban a három vár az újonnan létrejött Ticino kanton birtokába került. Montebello és Sasso Corbaro egyre inkább elhanyagolódott és 1900-ra a várfalakból is csak romok maradtak. A Castelgrande 1813-tól arzenálként szolgált, 1820-tól pedig kanton-börtönnek is használták.
1850 után a fiatal Svájci Államszövetség (Konföderáció) a terület védelmének demonstrálásaként megerősítette a Gotthárd-vonalat: Sementinánál létrejött egy építészetileg a középkori modellhez hasonlító völgyzár. 1881-ben az állam megpróbálta eladni Castelgrandét, de nem talált vevőt. Az óriási védelmi rendszer, mint műemlék teljes elpusztulásának megelőzésére tett első intézkedések 1900 után kezdődtek, de az első nagyobb restaurálási munkákat csak 1920 és 1950 között hajtották végre C. Weith és M. Alioth építészek vezetésével. A munkálatok 1992-ben értek véget A Gelfetti építész irányítása alatt.

## Lakosság
A 2000. évi utolsó népszámlálás adatai szerint a város lakóinak száma 16 463 fő volt. Közülük 14 392 olasz, 590 német ajkú. A lakók 30,6%-a volt külföldi, többnyire olasz származású. A bellinzonai agglomeráció 16 körzetben 48 300 lakost fogadott be (2005. évi adat).

## Közlekedés
Bellinzona jelentős forgalmi csomópont, ahonnan elérhetők az Alpok hágói, mint a Szent Gotthárd, Lukmanier, San Bernardino és Nufenen. A város az A2 autópálya vonalán található (Bázel - Gotthard - Bellinzona – Lugano – Chiasso). Az A13 autópálya (St. Margrethen - Chur - San Bernardino - Bellinzona) Bellinzonában ér véget. A Gotthárd-vasút Luzerntől, illetve Zürichből Bellinzonán keresztül halad Chiassóig.

## Ipar
A helyi ipar elsősorban a gépgyártáson alapul.

## AC Bellinzona
A város futballklubja, AC Bellinzona 1904-ben alakult és a Svájci labdarúgó-bajnokság első osztályában (Axpo Super League) játszik. Az egyesület legnagyobb sikere az 1948. évi svájci labdarúgó-bajnokság bajnoki címének elnyerése. A klub ezen kívül háromszor játszott kupadöntőt (1962, 1969, 2008). A 2007/2008-as szezonban az AC Bellinzona (a másodosztály 2. helyezettje) döntő meccset játszott az 1. osztályba kerülésért az elsőosztály 9. helyezettjével, az FC St. Gallennel, ahol a ticinóiak 3:2-re verték St. Gallen csapatát és ezzel bekerültek az elsőosztályba.
A város stadionja, a Stadio Comunale 10 000 néző befogadására képes (ebből 2000 ülőhely).